# Tím tvrdší je pád
Tím tvrdší je pád je americký western z roku 2021, který napsal a režíroval Jeymes Samuel pro Netflix. Ve filmu hrají Jonathan Majors, Idris Elba, Zazie Beetz, Regina Kingová, Delroy Lindo, Lakeith Stanfield, RJ Cyler, Danielle Deadwyler, Edi Gathegi a Deon Cole. Jde o jeden z mála westernů, kde většinu rolí (a všechny hlavní) hrají Afroameričané. Ačkoliv snímek popisuje smyšlený děj, postavy jsou založeny na skutečně žijících osobách.
Film měl premiéru dne 6. října 2021 na Londýnském filmovém festivalu. Na Netflixu vyšel 22. října 2021. Snímek sklidil u kritiků převážně pozitivní ohlasy.

## Děj
Mladý Nat Love je svědkem zavraždění svých rodičů Rufusem Buckem a jeho gangem. Buck Nata ušetří, ale vyřeže mu na čelo křížek.
O několik let později dospělý Nat Love, nyní již psanec, vyhledá jednoho z posledních členů gangu, který přepadl jeho rodiče a zavraždí ho. V téže době jeho společníci, ostrostřelec Bill Pickett a pistolník Jim Beckwourth, přepadnou jiný gang a ukradnou jim peníze, které gang získal při vyloupení banky. Dozvědí se při tom, že 25 000 dolarů, které právě ukradli, patří Rufusovi Buckovi. Nat Love poté cestuje za bývalou láskou Mary Fieldsovou, která vede bar. Zde se celá banda dá dohromady.
Buckův gang, který v jeho nepřítomnosti vede Trudy Smithová a pistolník Cherokee Bill, přepadají vlak, jenž přepravuje Bucku do nové věznice. Během přepadení vyjde najevo, že Buck byl omilostněn výměnou za to, že jeho gang zavraždí vojáky, kteří vyvraždili vesnici plnou civilistů v honbě za stříbrem a kteří byli přiděleni k transportu Bucka. Poté se gang vrací do města Redwood, které dříve spravovali. Zatímco byl Buck ve vězení, město vedl jeho dřívější člen gangu Wiley Escoe. Ten využil své pozice šerifa a starosty k sebeobohacení a po návratu ho Buck zbije a vyžene z města.
Mezitím je Nat Love zatčen v saloonu Fieldsové maršálem Bassem Reevesem. Ovšem později se ukáže, že zatčení bylo nafingované. Reeves i Love mají stejný cíl, a to odstranění Bucku. Na výpravu do Redwoodu se s nimi vydají i ostatní členové Natovy party. Na cestě se setkávají s vyhnaným Wileyem Escoem, který je informuje o nové situaci v Redwoodu. Love a jeho lidé mu ale příliš nevěří, a proto Mary Fieldsová vymyslí plán. V něm chce nabídnout Buckovi investici 25 000 dolarů výměnou za koupi redwoodského baru. Ten ovšem plán prohlédne a Fieldsovou zajme.
Buck, pod pohrůžkou zabití Mary, donutí Nata Lovea vyloupit banku v „bílém městě“ Marysville a k tomu vrátit dříve ukradené peníze. Během finální přestřelky několik členů party Nata Lovea zemře, Bucka a jeho gang se ovšem podaří přemoci. V závěru je odhaleno, že Rufus Buck je nevlastním bratrem Nata Lovea. Buck zabil Loveovy rodiče jako osobní pomstu, bratra ale zabít nedokázal.

## Obsazení
- Jonathan Majors jako Nat Love
- Idris Elba jako Rufus Buck
- Zazie Beetz jako Mary Fieldsová
- Regina Kingová jako Trudy Smithová
- Delroy Lindo jako Bass Reeves
- Lakeith Stanfield jako Cherokee Bill
- RJ Cyler jako Jim Beckwourth
- Danielle Deadwyler jako Cuffee, rozený Cathay Williamsová
- Edi Gathegi jako Bill Pickett
- Deon Cole jako Wiley Escoe
- Damon Wayans Jr. jako Monroe Grimes

## Historické postavy
- Nat Love (1854–1921) – americký kovboj, osvobozený otrok a příležitostný jezdec rodea.
- Rufus Buck (?–1896) – americký psanec a šéf gangu, který tvořili Afroameričané a Kríkové. Gang měl na svědomí vraždy, loupeže a znásilnění. Jeho členové byli zatčeni a oběšeni v roce 1896.
- Mary Fieldsová (1832–1914) – první Afroameričanka, která se proslavila doručováním pošty v odlehlých vnitrozemských oblastech. Byla známá jako Black Mary (Černá Mary) nebo Stagecoach Mary (Dostavníková Mary).
- Bass Reeves (1838–1910) – první Afroameričan v řadách United States Marshals Service na západ od Mississippi. Za svou kariéru zatkl přes tři tisíce zločinců.
- Cherokee Bill (1876–1896) – vlastním jménem Crawford Goldsby, byl psanec a člen gangu, který měl na svědomí loupeže a vraždy. Byl zatčen a oběšen v roce 1896.
- Jim Beckwourth (1798–1867) – James Beckwourth byl americký traper a dobrodruh, osvobozený otrok.
- Cathay Williamsová (1844–1893) – první Afroameričanka, která sloužila v armádě Spojených států amerických (pod mužským pseudonymem William Cathay).
- Bill Pickett (1870–1932) – americký kovboj, jezdec rodea a performer. V roce 1989 byl uveden do americké rodeové síně slávy.